# Anopheles obscurus
Anopheles obscurus este o specie de țânțari din genul Anopheles. A fost descrisă pentru prima dată de Grunberg în anul 1905. Conform Catalogue of Life specia Anopheles obscurus nu are subspecii cunoscute.